# 1996-os amatőr ökölvívó-Európa-bajnokság
A 31. amatőr ökölvívó-Európa-bajnokság
- Helyszín: Vejle, Dánia.
- Időpont: 1996. március 30. – április 7.
- 12 versenyszámban avattak bajnokot.
- A küzdelmek egyenes kieséses rendszerben zajlanak és mindkét elődöntő vesztese bronzérmet kap.

## Érmesek
- Kovács István aranyérmet szerzett harmatsúlyban.
- Erdei Zsolt  ezüstérmet szerzett középsúlyban.
- Mizsei György  bronzérmet szerzett nagyváltósúlyban.

| 1996. évi amatőr ökölvívó-Európa-bajnokság érmesei |                              |                                      |                                                                      |
| Versenyszám                                        | Arany                        | Ezüst                                | Bronz                                                                |
| Szupernehézsúly                                    | Alekszej Lezin (Oroszország) | Vlagyimir Klicsko (Ukrajna)          | René Monse (Németország) Attila Levin (Svédország)                   |
| Nehézsúly                                          | Luan Krasniqi (Németország)  | Christophe Mendy (Franciaország)     | Wojciech Bartnik (Lengyelország) Kwamena Turkson Svédország          |
| Félnehézsúly                                       | Pietro Aurino (Olaszország)  | Jean-Louis Mandengue (Franciaország) | Dimitrij Virbornov (Oroszország) Yusuf Öztürk (Törökország)          |
| Középsúly                                          | Sven Ottke (Németország)     | Erdei Zsolt (Magyarország)           | Jean-Paul Mendy (Franciaország) Alekszandr Lebzjak (Oroszország)     |
| Nagyváltósúly                                      | Vastag Ferenc (Románia)      | Markus Beyer (Németország)           | Pavel Polakovič (Csehország) Mizsei György (Magyarország)            |
| Váltósúly                                          | Al Hassan (Dánia)            | Marian Simion (Románia)              | Szerhij Dzindziruk (Ukrajna) Oleg Szaitov (Oroszország)              |
| Kisváltósúly                                       | Oktay Urkal (Németország)    | Nurhan Süleymanoglu (Törökország)    | Radoszlav Szuszlekov (Bulgária) Szergej Bikovszki (Fehéroroszország) |
| Könnyűsúly                                         | Leonard Doroftei (Románia)   | Toncso Toncsev (Bulgária)            | Vahdettin Işsever (Törökország) Christian Giantomassi (Olaszország)  |
| Pehelysúly                                         | Ramaz Paliani (Oroszország)  | Szerafim Todorov (Bulgária)          | Scott Harrison (Skócia) David Burke (Anglia)                         |
| Harmatsúly                                         | Kovács István (Magyarország) | Raimkul Malakbekov (Oroszország)     | Alekszandr Hrisztov (Bulgária) John Larbi (Svédország)               |
| Légsúly                                            | Albert Pakejev (Oroszország) | Julian Sztrogov (Bulgária)           | Damaen Kelly (Írország) Szergej Kovganko (Ukrajna)                   |
| Papírsúly                                          | Daniel Petrov (Bulgária)     | Oleg Kirjucsin (Ukrajna)             | Sabin Bornei (Románia) Rafael Lozano (Spanyolország)                 |